# Tarnaszentmiklós
Tarnaszentmiklós is een plaats (község) en gemeente in het Hongaarse comitaat Heves. Tarnaszentmiklós telt 1014 inwoners (2002).